# San José (departman)
Departman San José je departman na jugozapadu Urugvaja. Graniči s departmanom Colonia na zapadu, Floresom na sjeveru, Floridom, Canelonesom i Montevideom na istoku. Sjedište departmana je grad San José de Mayo. Prema popisu stanovništva iz 2011. godine, departman ima 108.309 stanovnika. 

## Stanovništvo i demografija
Prema popisu stanovništva iz 2011. godine na području departmana živi 108.309 stanovnika (53.998 muškaraca i 54.311 žena) u 43.023 kućanstava.
- Prirodna promjena: 0.941 %
  - Natalitet: 14,6 ‰
  - Mortalitet: 8,44 ‰
- Prosječna starost: 33,2 godina
  - Muškarci: 32,1 godine
  - Žene: 34,2 godina
- Očekivana životna dob: 77,72 godina
  - Muškarci: 73,9 godine
  - Žene: 81,61 godina
- Prosječni BDP po stanovniku: 9.928 urugvajskih pesosa mjesečno

- Izvor: Statistička baza podataka 2010.[2]

| Grad                      | Stanovništvo |
| ------------------------- | ------------ |
| San José de Mayo          | 36.743       |
| Ciudad del Plata          | 31.145 (*)   |
| Delta del Tigre y Villas* | 20.239       |
| Libertad                  | 10.166       |
| Playa Pascual*            | 6.870        |
| Rodríguez                 | 2.604        |
| Ecilda Paullier           | 2.585        |
| Santa Mónica*             | 1.662        |
| Puntas de Valdez          | 1.491        |
| Monte Grande*             | 1.287        |
| Rafael Perazza            | 1.277        |
| Safici*                   | 1.087        |

| Naselje     | Stanovništvo |
| ----------- | ------------ |
| Ituzaingó   | 771          |
| Raigón      | 738          |
| Villa María | 620          |
| Capurro     | 517          |

## Vanjske poveznice
- (šp.) Departman San José - službene stranice  Arhivirana inačica izvorne stranice od 8. prosinca 2006. (Wayback Machine)